# Сексуална фрустрација
Сексуална фрустрација је осећај незадовољства неке особе који произилази из неслагања између жељене и постигнуте сексуалне активности. Може бити праћена осећајем некомпатибилности или неслагања у либиду између партнера.  А може се такође односити на ширу егзистенцијалну фрустрацију. 

## Опште информације
Осећања и сензације везане за сексуалност су непрестане  и често потпуно нормална појава. Без обзира на пол и сексуалност, скоро свако ће доживети сексуалну фрустрацију у неком тренутку свог живота...или зато што желе да имају секс када њихов партнер не жели, или зато што желе да имају секс, а немају са ким да то раде...Мејнстрим медији нас често наводе да мислимо да би требало да имамо невероватан секс све време, што може да допринесе осећају фрустрације и узнемирености када немамо запањујући секс све време.

## Етиологија
Сексуална фрустрација може бити последица:
- физичких, менталних, емоционалних, друштвених, финансијских, верских или духовних баријера.

- незадовољства током секса због проблема као што су аноргазмија, анафродизија, превремена ејакулација, одложена ејакулација[тражи се извор]

- присутва еректилне дисфункција.

Нове повреде, хронични бол, одређене болести, зависности и гинеколошки проблеми могу да ометају  способност за секс или оргазам, што може довести до сексуалне фрустрације. Исто важи и ако се партнер са којим се обично има партнерски секс неко од ових стања.
Познато је да одређени лекови као што су антидепресиви, селективни инхибитори поновног преузимања серотонина, контрола рађања и бета-блокатори (да споменемо само неке) имају необичне ефекте на либидо и оргазам.
Суочавања са сексуалним фрустрацијама често укључује апстиненцију и узимање средстава за сузбијање либида као што су анафродизијаци (додатци исхрани)  или антафродизијаци (лековити суплементи). Такође може утицати на сексуално активне, посебно хиперсексуалне људе.  То је природна фаза развоја током младости, када нека особа пролази кроз пубертет као тинејџер. 

### Сексуална фрустрација у одређеним периодима живота

#### Адолесценти
Адолесценти могу доживети сексуалну фрустрацију због различитих фактора, укључујући друштвена очекивања, хормонске промене и сложеност у успостављању односа. За неке адолесценте, секстинг служи као излаз за сексуално истраживање у виртуелном простору, посебно за оне који још нису спремни за физичку сексуалну активност.

#### Менопауза
Током менопаузе, појединци могу искусити смањену сексуалну жељу и активност. Међутим, бављење сексом и даље је важно за многе старије људе. Парови у 50-тим или старијим годинама очекују сталну сексуалну укљученост, са нагласком на традиционални сношај у односу на друге облике. Уобичајене сексуалне дисфункције, као што су проблеми са ејакулацијом код мушкараца и генитална атрофија код жена, представљају изазове. Недостатак свести о овим променама може ометати комуникацију са партнерима, потенцијално довести до сексуалне фрустрације и апстиненције.

### Сексуална фрустрација у одређеним стањима

#### Аутизам
Особе са поремећајем из аутистичног спектра (АСД) могу се суочити са сексуалном фрустрацијом много више од већине других људи због изазова у друштвеној интеракцији, потешкоћа у комуникацији и сензорне осетљивости повезаних са АСД. Ове особе се често боре да протумаче друштвене знакове и успоставе смислене односе, што доводи до осећаја изолације. Сензорна осетљивост такође може допринети нелагодности у интимним ситуацијама. Поред тога, недостатак прилагођених ресурса и подршке сексуалном образовању погоршава њихову фрустрацију.

### Сексуалне фрустрације код агресивних и криминогених особа
Сексуална фрустрација је идентификована као фактор који је утицао на неморалнопонашању кроз историју. Међутим, то није истакнуто и обрађено у главним криминолошким теоријама. Овај историјски превид може се приписати погрешним схватањима које потичу из заблуда које занемарују сексуалну фрустрацију жена, погрешно представљају мушку биологију и не узимају у обзир психолошке и квалитативне димензије, укључујући опцију мастурбације.
Сексуална фрустрација се протеже даље од појединаца који се суочавају са невољним целибатом; такође утиче на оне који се баве сексуалним активностима. Чини се да фрустрација која проистиче из незадовољених сексуалних жеља, недоступности партнера и незадовољавајућих сексуалних искустава повећава ризик од агресије, насиља и криминалних тенденција повезаних са потрагом за олакшањем, моћи, осветом и расељеним фрустрацијама. Иако сексуална фрустрација сама по себи није адекватна да у потпуности објасни агресију, насиље или злочин, препознавање њеног утицаја на понашање остаје кључно.

## Превенција
Превенција сексуалних фрустрацијаа укључују бављење соло сексом, медитирање, вежбање, истраживање нових техника, разговор и отвореност са партнером о сексуалним фрустрацијама, или тражење стручне помоћи преко сексуалног терапеута.